# 钦奇利亚-德蒙特阿拉贡
钦奇利亚-德蒙特阿拉贡（西班牙語：Chinchilla de Monte-Aragón）是西班牙卡斯蒂利亚-拉曼恰自治区阿尔瓦塞特省的一个市镇。 总面积680km², 总人口3190人（2001年），人口密度5人/km²。